# Lingua zamboangueña

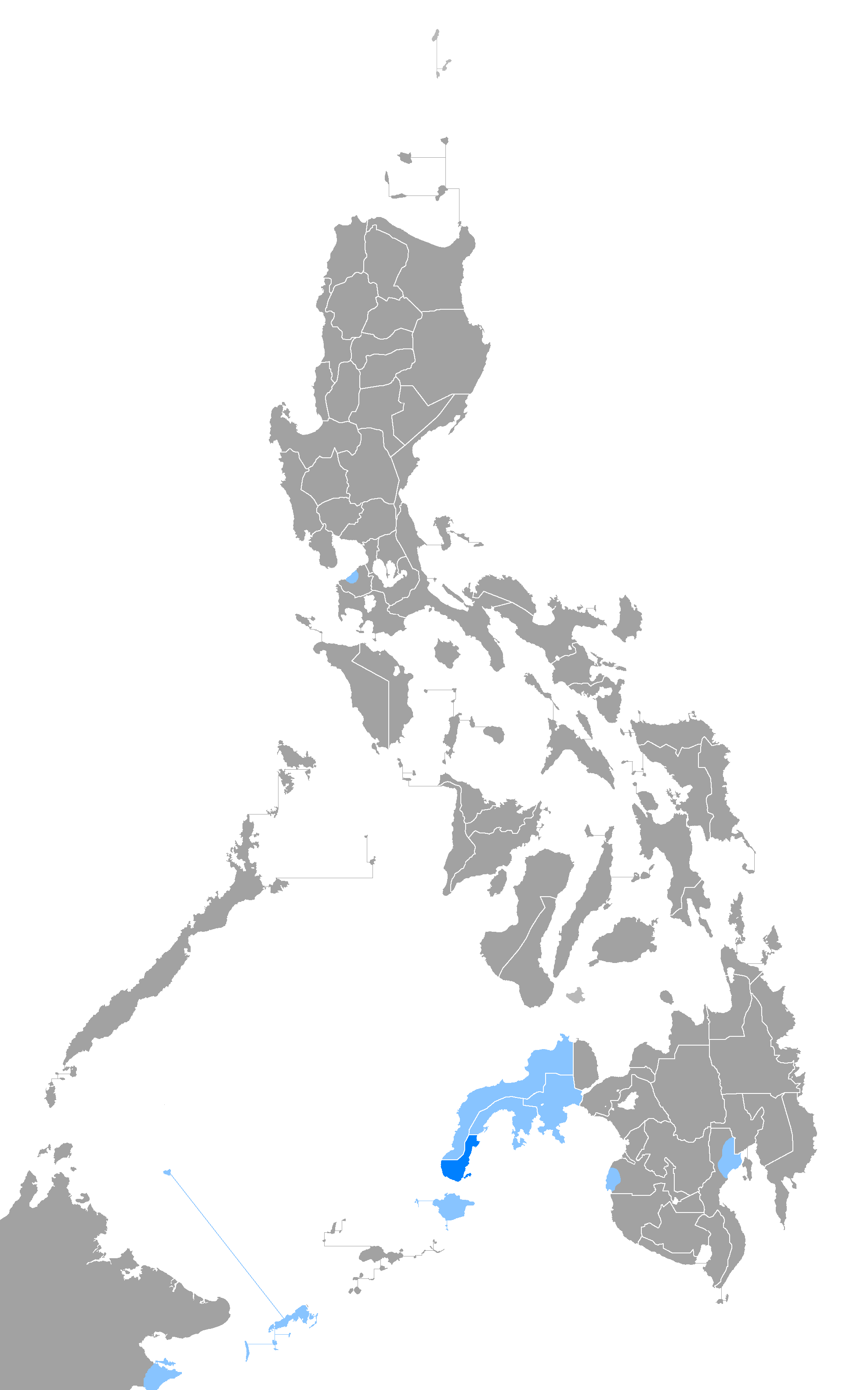
Una mappa che rappresenta la diffusione della lingua zamboangueña nelle Filippine

La lingua zamboangueña, detta anche chabakana o chavacana di Zamboanga, utilizzata principalmente nella città di Zamboanga e in alcune parti della provincia di Zamboanga del Sur, è una delle varietà delle lingue creole chabacane (o chavacane) e forse quella con il maggior numero di parlanti; altri dialetti della lingua chabacana sono: caviteño, ternateño, ermiteño, cotabateño, castellano Abakay. In generale sono conosciuti anche come creolo spagnolo delle Filippine.